# Gyrinus regimbarti
Gyrinus regimbarti là một loài bọ cánh cứng trong họ van Gyrinidae. Loài này được Peyerimhoff miêu tả khoa học năm 1931.